# Johann Martin Schirmer
Johann Martin Schirmer (* 3. September 1777 in St. Gallen; † 7. September 1842 in Herisau; heimatberechtigt in St. Gallen) war ein Schweizer Kaufmann, Unternehmer und Landwirt aus dem Kanton Appenzell Ausserrhoden.

## Leben
Johannes Martin Schirmer war ein Sohn von Johann Martin Schirmer, Besitzer einer Indiennedruckerei in St. Gallen, und Elisabeth Mittelholzer. Er war der Stiefsohn von Matthias Schiess. Im Jahr 1801 heiratete er Katharina Barbara Hörler, Tochter von Adam Hörler. 1809 ging er eine zweite Ehe mit Anna Zellweger, Tochter von Johann Caspar Zellweger, ein.
Nach dem Tod des Vaters 1778 zog die Familie nach Herisau. Seine Mutter war dort in der Stickereifabrikation und im Stickereihandel tätig. Schirmer war zunächst Mousselinekaufmann in Herisau. Später zog er sich auf sein Landgut zurück, wo er neue Methoden in Wiesenkultur, Obstbau und Viehzucht erprobte. Ab 1808 besass er die Alp Klein-Gerstengschwend. Im Rahmen seiner umfassenden historisch-geographischen Forschungen zur Ausserrhoder Land- und Alpwirtschaft liess Schirmer sämtliche Alpen des Kantons durch Johann Ulrich Fitzi zeichnen.
Er gehörte der Gesellschaft zur Beförderung von Künsten, Gewerbe und Landwirtschaft des Kantons St. Gallens an. Ab 1832 war er Ehrenmitglied der Appenzellischen Gemeinnützigen Gesellschaft. Als Grenadierhauptmann erbaute Schirmer ein Exerzierhaus in Herisau.

## Werke
- Der Sammler in den Alpen. 7 Bände. Staatsarchiv Appenzell Ausserrhoden.